# Eberhard Sindel
Eberhard Sindel ist ein ehemaliger deutscher Autorennfahrer.

## Karriere
Eberhard Sindel startete Mitte der 1960er Jahre mit Porsche-Rennwagen seine Rennfahrerlaufbahn. 1968 konnte er beim 500-km-Rennen von Imola auf einem Porsche 911 seinen ersten Klassensieg in der GT-Wertung erringen. Er fuhr bis 1977 bei verschiedenen GT-Rennveranstaltungen und konnte 1973 mit einem Porsche 911 Carrera RS 2.7 bei den Rennen auf der Avus und in Ulm seine ersten Gesamtsiege feiern.
1968 und 1969 nahm er bei Rennen der Deutschen Automobil-Rundstrecken-Meisterschaft (DARM) teil. Mit der Einführung der Deutschen Rennsport-Meisterschaft (DRM) und des Deutschen Automobil-Rundstrecken-Pokals startete er 1972 mit einem Porsche 911 S in beiden Rennserien. Bis 1977 fuhr er mit unterschiedlichem Erfolg in der 1. Division der DRM und im Deutschen Automobil-Rundstrecken-Pokal. Von 1975 bis 1977 konnte er mehrere Siege, mit einem Porsche 911 Carrera RSR 3.0 und ab 1976 mit einem Porsche 934 erfuhr, verzeichnen.
In der DRM erreichte er 1977 mit einem Porsche 935 beim Supersprint-Rennen am Nürburgring den fünften Rang und sein bestes Ergebnis in der Rennserie.
Von 1972 bis 1976 startete Sindel in der Europameisterschaft für GT-Fahrzeuge und 1974 und 1975 auch in der Tourenwagen-Europameisterschaft.
In der GT-Europameisterschaft pilotierte er 1974 einen Porsche 911 Carrera RSR 3.0 beim 300-km-Rennen am Nürburgring auf den 2. Platz der GT-Klasse und seinem besten Ergebnis in dieser Rennserie.
In der Tourenwagen-Europameisterschaft konnte er 1975 zusammen mit Edgar Dören beim 4-Stunden-Rennen am Salzburgring mit dem GT-Klassensieg und dem zweiten Rang seine beste Rennserien-Platzierung erringen.
Von 1969 mit einer Unterbrechung 1970 und 1971 fuhr Sindel bis 1977 Langstreckenrennen in der Sportwagen-Weltmeisterschaft.
Dort nahm er 1969 und 1972 mit einem Porsche 911 S an der Targa Florio teil, die er 1969 zusammen mit Dieter Benz mit einem 13. Gesamtrang und einem dritten Platz in der GT-Wertung erfolgreich beenden konnte.
Von 1973 bis 1976 fuhr er hauptsächlich beim 1000-km-Rennen auf dem Nürburgring nur wenige Langstreckenrennen.
1977 und 1978 startete er mit verschiedenen Porsche-Rennwagen und in unterschiedlichen Teams in mehreren Rennläufen.
Beim 6-Stunden-Rennen von Brands Hatch 1977 fuhr er mit Günter Steckkönig mit einem Gruppe-5-Fahrzeug auf einen 5. Rang und erreichte damit seine beste Gesamtplatzierung in der Markenweltmeisterschaft. Sein bestes Markenweltmeisterschafts-Ergebnis war 1978 der GT-Klassensieg, den er beim 6-Stunden-Rennen von Silverstone zusammen mit Preben Kristoffersen gewann. Beide konnten im Rennen ihren Porsche 934 auf den 7. Gesamtplatz pilotieren.
Nach der Renn-Saison 1978 beendete Sindel seine Rennfahrerkarriere.

## Statistik

### Einzelergebnisse in der Sportwagen-Weltmeisterschaft
| Saison | Team                                   | Rennwagen                       | 1   | 2   | 3   | 4   | 5   | 6   | 7   | 8   | 9   | 10  | 11  | 12  | 13  | 14  | 15  | 16  | 17  |
| ------ | -------------------------------------- | ------------------------------- | --- | --- | --- | --- | --- | --- | --- | --- | --- | --- | --- | --- | --- | --- | --- | --- | --- |
| 1969   | Rallye Gemeinschaft Ulm Edgar Herrmann | Porsche 911S Porsche 911T       | DAY | SEB | BRH | MON | TAR | SPA | NÜR | LEM | WAT | ZEL |     |     |     |     |     |     |     |
| 1969   | Rallye Gemeinschaft Ulm Edgar Herrmann | Porsche 911S Porsche 911T       |     |     |     |     | 13  |     | 30  |     |     | 19  |     |     |     |     |     |     |     |
| 1972   | Clemens Schickentanz                   | Porsche 911S                    | BUA | DAY | SEB | BRH | MON | SPA | TAR | NÜR | LEM | ZEL | WAT |     |     |     |     |     |     |
| 1972   | Clemens Schickentanz                   | Porsche 911S                    |     |     | 11  |     |     |     |     |     |     |     |     |     |     |     |     |     |     |
| 1973   | Rallye Ulm Europa Möbel                | Porsche Carrera RS              | DAY | VAL | DIJ | MON | SPA | TAR | NÜR | LEM | ZEL | WAT |     |     |     |     |     |     |     |
| 1973   | Rallye Ulm Europa Möbel                | Porsche Carrera RS              |     |     |     |     | DNF |     | 16  |     |     |     |     |     |     |     |     |     |     |
| 1974   | Joseph Greger                          | Porsche Carrera RSR             | MON | SPA | NÜR | IMO | LEM | ZEL | WAT | LEC | BRH | KYA |     |     |     |     |     |     |     |
| 1974   | Joseph Greger                          | Porsche Carrera RSR             | 19  |     | 24  |     |     |     |     |     |     |     |     |     |     |     |     |     |     |
| 1975   | Rallye Gemeinschaft Ulm                | Porsche Carrera RSR             | DAY | MUG | DIJ | MON | SPA | PER | NÜR | ZEL | WAT |     |     |     |     |     |     |     |     |
| 1975   | Rallye Gemeinschaft Ulm                | Porsche Carrera RSR             |     |     |     | 16  |     |     |     |     |     |     |     |     |     |     |     |     |     |
| 1976   | Valvoline Deutschland                  | Porsche 934                     | MUG | VAL | NÜR | MON | SIL | IMO | NÜR | ZEL | PER | WAT | MOS | DIJ | DIJ | SAL |     |     |     |
| 1976   | Valvoline Deutschland                  | Porsche 934                     |     |     |     |     |     |     | 6   | 9   |     |     |     | 10  |     |     |     |     |     |
| 1977   | Valvoline Deutschland                  | Porsche 934                     | DAY | MUG | DIJ | MON | SIL | NÜR | VAL | PER | WAT | EST | LEC | MOS | IMO | SAL | BRH | HOK | VAL |
| 1977   | Valvoline Deutschland                  | Porsche 934                     |     |     |     |     |     | DNF |     |     |     |     |     |     |     |     | 5   | 6   |     |
| 1978   | Wrangler Racing Preben Kristoffersen   | Porsche Carrera RSR Porsche 934 | DAY | SEB | MUG | TAL | DIJ | SIL | NÜR | LEM | MIS | DAY | WAT | VAL | ROD |     |     |     |     |
| 1978   | Wrangler Racing Preben Kristoffersen   | Porsche Carrera RSR Porsche 934 |     |     | DNF |     | DNF | 7   | DNF |     | DNF |     |     |     |     |     |     |     |     |